# 平阳县 (湖南)
平阳县，中国古县名，治所位于今湖南省桂阳县境。
西晋建兴三年（315年），陶侃分郴县地始置，隶属平阳郡。隋朝开皇九年（589年），平阳县省入郴县，隶属郴州。大业十三年（617年），萧铣复置平阳县，隶属桂阳郡。唐朝武德七年（624年），平阳县并入郴县，翌年复置，隶桂阳郡；至德二年（757年），桂阳郡易名郴州，州治移平阳县城。贞元二十年（804年），置桂阳监于平阳，平阳县隶属桂阳监。天佑元年（904年）撤平阳县并入桂阳监。
北宋天禧三年（1019年），复置平阳县属桂阳监。元朝时，为桂阳路治所。明朝洪武元年（1368年），改路为府，平阳县属桂阳府。一说，洪武九年（1376年），撤桂阳府，降为桂阳县，平阳县并入桂阳县，归衡州府辖。洪武十三年（1380年），升桂阳县为桂阳州。另说：洪武九年（1376年），撤桂阳府，平阳县归衡州府辖。洪武十三年（1380年），升平阳县为桂阳州。